# Mo'inoddin Cishti
Moʿinoddin Cishti (in persiano معین‌الدین چشتی‎; Cisht, 1141 – Ajmer, 1236) è stato un mistico indiano.
Noto anche come Gharīb Nawāz ("Benefattore del Povero"), è stato un dotto imam musulmano, Sufi e filosofo dell'Asia meridionale. Cishti dette vita e organizzazione alla confraternita mistica della Cishtiyya nel Subcontinente indiano. La catena iniziatica spirituale - o silsila - dell'ordine della Cishtiyya in India fa riferimento, oltre che a Cishti, a Qutbuddin Bakhtiar Kaki, a Fariduddin Ganjshakar e a Nizamuddin Auliya, ognuno dei quali discepolo del primo e si propone come la più importante e venerata confraternita sufi islamica dell'India. Vari imperatori Mughal furono seguaci dell'insegnamento di Mo'inoddin Cishti.

## Biografia

### Gioventù e retroterra culturale
Non esiste alcuna fonte affidabile storicamente circa la sua gioventù prima del suo insediamento ad Ajmer (Rajasthan). Si dice che Mo'inoddin Cishti sia nato nel 1141 (536 E.) a Cisht, una cittadina del Sistan, e che fosse un "sayyid", un discendente diretto cioè di Maometto. I genitori morirono quando egli aveva quindici anni e il ragazzo ereditò un mulino a vento e un orto dal padre.
Nel corso della sua infanzia, Cishti si mostrò diverso dagli altri coetanei, impegnato continuamente com'era nelle preghiere e nella meditazione. Più tardi distribuì ai poveri le sue proprietà. Rinunciò alle mondanità e partì per Bukhara alla "ricerca della conoscenza" (ṭalab al-ʿilm) e di un'istruzione più elevata di quella che aveva fino ad allora ricevuto. Mo'inoddin divenne un murīd (discepolo) di Usman Haruni.

### Viaggi
Cishti visitò i centri di studio islamico di Samarcanda e Bukhara e studiò sotto la guida di vari Maestri. Visitò centri importanti sotto il profilo culturale e la sua dottrina si arricchì di conseguenza. Divenne un discepolo di Usman Haruni e con lui viaggiò per il Medio e Vicino Oriente musulmano, comprese le Città Sante di Mecca e Medina.

### Viaggio in India
Cishti si diresse quindi verso l'India, si dice seguendo un sogno in cui il profeta Maometto lo esortava a tale spostamento. Dopo un breve soggiorno a Lahore si recò ad Ajmer assieme a Mu'izz al-Din Muhammad e si stabilì in quella città. Li, attrasse un considerevole numero di seguaci, ottenendo il rispetto dei residenti. Cishti promosse la convivenza e comprensione reciproca tra musulmani e non musulmani.

### Istituzione dell'ordine Cishti in Asia meridionale

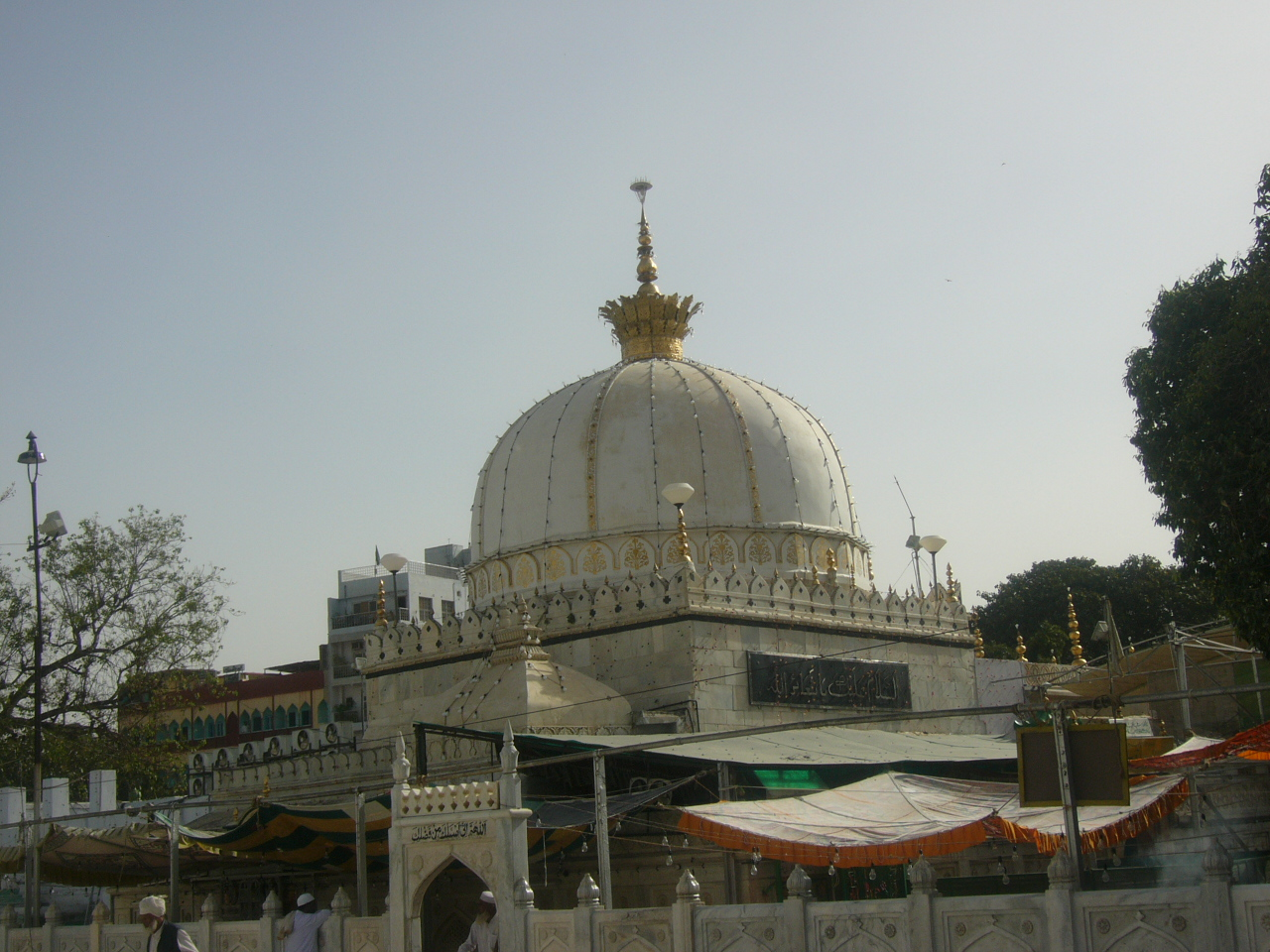
Dargah di Mo'inoddin Cishti ad Ajmer

L'ordine Cishti fu istituito da Abū Isḥāq Shāmī (Abū Isḥāq "il Siriano") a Cisht, a circa 150 km a Est di Herat, nell'attuale Afghanistan occidentale. Mo'inoddin Cishti creò l'ordine in India, nella cittadina di Ajmer in Rajasthan. I principi centrali che divennero caratteristiche dell'ordine della Cishtiyya in India, sono basati sui suoi insegnamenti e sulle sue pratiche. Essi consistono nella rinuncia ai beni materiali, a uno stretto regime di autodisciplina e di preghiere personali, di partecipazione al samāʿ come metodo legittimo della trasformazione spirituale, dall'indipendenza dai governanti e dallo Stato, compreso il rifiuto di benefici da parte loro di elargizioni monetarie o terrene o di ogni altro beneficio o offerta (ancorché spontanea), come possono essere mezzi per il sostentamento basilare dell'uomo, dalla generosità verso il prossimo, in particolare attraverso la condivisione di cibo e ricchezze, e attraverso la tolleranza e il rispetto per le differenze religiose.
Egli, in altri termini, interpretò la religione in termini di servizio umano ed esortò i suoi discepoli "a sviluppare la generosità tipica del fiume, l'affetto tipico del Sole e l'ospitalità tipica della Terra". La più elevata forma di devozione, secondo lui, era "rivestire la miseria di quanti sono in ristrettezze – per soddisfare le necessità dei disperati e di nutrire gli affamati". Fu durante il regno di Akbar (1556–1605) che Ajmer divenne uno dei più importanti centri di pellegrinaggio in India. L'Imperatore Mughal intraprese un viaggio a piedi alla volta di Ajmer. L'Akbarnāma registra che l'interesse dell'Imperatore per Ajmer si accese la prima volta quando egli sentì alcune canzoni di menestrelli sulle virtù del wali che vegliava ad Ajmer.
Mo'inoddin Cishti fu autore di numerosi libri, incluso l'Anīs al-arwāḥ e il Dalīl al-ʿĀrifīn, entrambi sui codici di vita islamici (la cosiddetta ortoprassi). Qutbuddin Bakhtiar Kaki (m. 1235) e Hamiduddin Nagori (m. 1276) furono i lodati "califfi" (ossia "successori") di Mo'inoddin Cishti, che continuarono a trasmettere gli insegnamenti del loro Maestro ai loro discepoli, comportando la diffusa proliferazione dell'ordine della Cishtiyya in India. Tra i discepoli di maggior rilievo di Quṭbuddīn Baktiar Kaki ci fu Fariduddin Ganjshakar (m. 1265), il cui dargah si trova a Pakpattan (moderno Pakistan). Il più noto discepolo di Fariduddin fu Nizamuddin Auliya (m. 1325) cui popolarmente ci si riferisce come Maḥbūb-e Ilāhī "L'Amato da Dio", il cui dargah è collocato nella parte meridionale di Delhi. Parimenti famoso fu il suo altro discepolo Ali Ahmed Alauddin Sabir, il cui dargah è a Kalyar Sharif. La silsila Sabiri si diffuse in lungo e in largo in India e Pakistan e a tutt'oggi devoti e discendenti dei santi uomini aggiungono il titolo onorifico di "Sabri" al loro nome. Da Delhi, i discepoli si ramificarono, istituendo dargah in numerose regioni dell'Asia meridionale, dal Sindh a ovest, al Bengala a est, e all'Altopiano del Deccan a sud. Tuttavia, nella rete dei dargah cishti, quello di Ajmer riveste un ruolo di speciale distinzione, per essere il dargah "madre" di tutte.

### Dargah

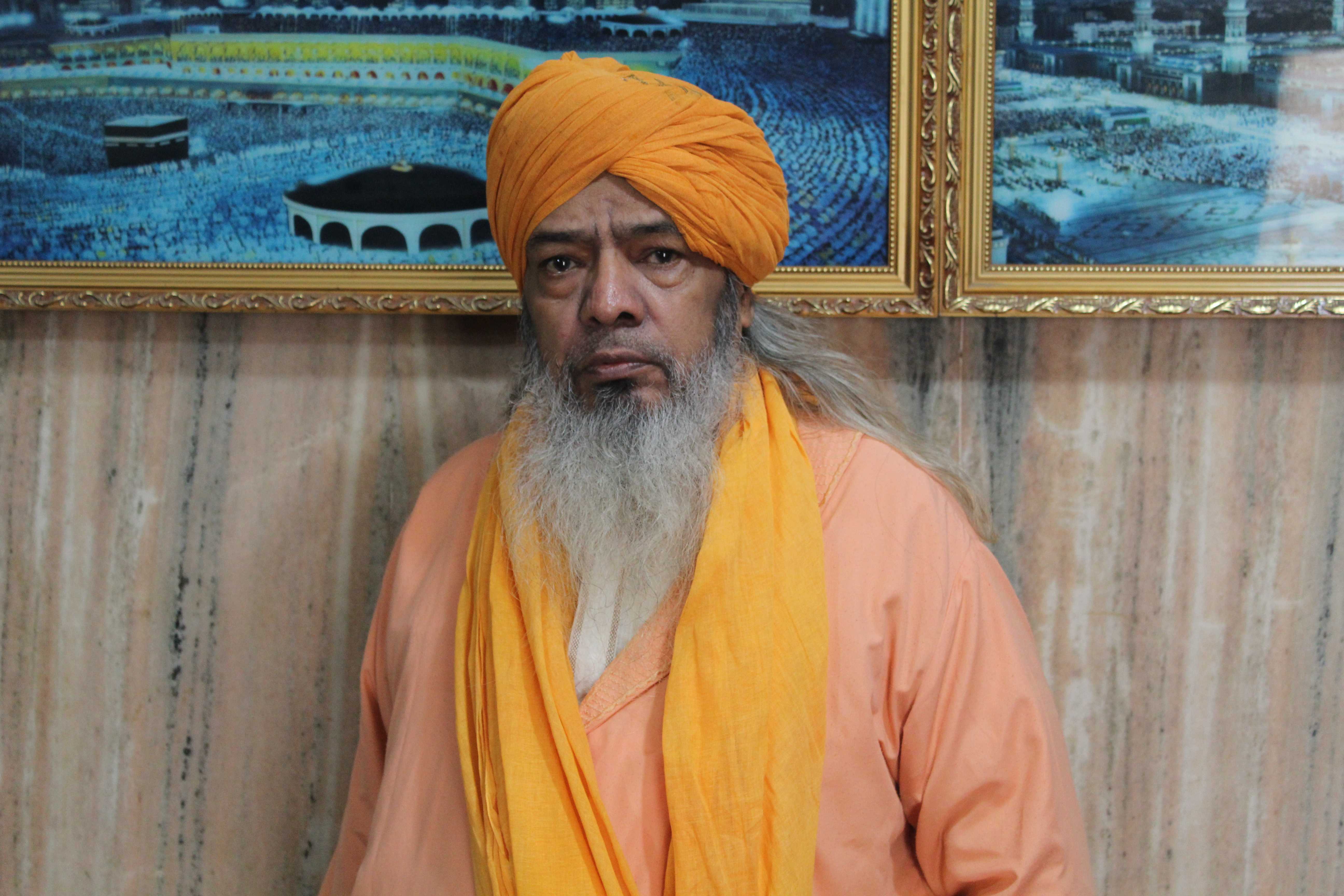
Dewan Syed Zainul Abedin nelle sue funzioni di Dewan Haweli (Ajmer Sharif).

Il dargah di Cishti, noto come Dargah di Ajmer Sharif o Ajmer Sharif, è un waqf internazionale, ossia un bene di manomorta islamico, regolamentato dal "Dargah Khwaja Saheb Act del 1955, emesso dal governo dell'India. Il Comitato del Dargah, di nomina governativa, dispone donazioni, si prende cura del mantenimento dell'area del santuario, e gestisce istituzioni caritatevoli come ospedali e residenze per i devoti ospiti, ma non si prende cura del santuario principale (Astana e Alia) che è sotto la custodia del Khadim (lett. "Servitore").

### IlDewandel Dargah
Syed Zainul Abedin è il Dewan (Ossia "Capo spirituale") e diretto discendente della ventiduesima generazione di Khwaja Mo'inoddin Cishti. Inoltre, in base a una disposizione della Corte Suprema indiana, egli è il Capo Spirituale ereditario Sajjadanashin del santuario del dargah di Ajmer.
Nel medesimo luogo dove è presente il sacello di Mo'inoddin Cishti sono inumati anche i generali Mughal Shaykh Mīr e Shāhnawāz Khān, morti dopo la battaglia di Deorai del 1659.